# Държавен съвет на Народна република България
Вижте пояснителната страница за други значения на Държавен съвет.
Държавният съвет на Народна република България е висш постоянно действащ орган на държавната власт в Народна република България в периода 9 юли 1971 до 10 април 1990 г.
Рожба е на концепция, която дава предимство на принципите за единство на народа и за единство на властта пред принципа за разделение на властите. Държавният съвет стои на върха на пирамидата от държавни органи, сливайки законодателни и изпълнително-разпоредителни правомощия, осъществявайки комунистическата концепция за „демократичен централизъм“.

## История
Решението за създаване на Държавен съвет е взето на пленум на Централния комитет на Българската комунистическа партия през 1968 г. Създаден е с Конституцията на НРБ от 1971 г. Първоначално функциите на Държавния съвет се изпълняват от Президиума на Народното събрание. Държавният съвет се състои от председател, първи заместник-председатели, заместник-председатели и членове, както и от секретар, избирани от Народното събрание. За пръв път Държавен съвет е съставен от председател, първи заместник-председатели, заместник-председатели и членове, избрани на 8 юли 1971 г., след съставянето на първия парламент по новата конституция.
Оттогава до 17 ноември 1989 г. на практика несменяем председател на Държавния съвет е Тодор Живков, а секретарите (председатели) на БЗНС Георги Трайков и Петър Танчев са Първи зам.-председатели на Държавния съвет от (1972 – 1974) и от (1974 – 1989), както и Кръстьо Тричков, а Заместник-председатели на Държавния съвет са Георги Джагаров (1971 – 1989), Ярослав Радев (1971 – 1989), Митко Григоров (1971 – 1987) и секретарят (заместник-председател) на Постоянното присъствие на БЗНС Георги Андреев (1971 – 1973). Членове на Държавния съвет на НРБ са всички членове и кандидат-членове на Политбюро на ЦК на БКП и част от секретарите (заместник-председатели) на Постоянното присъствие на БЗНС, както и други лица, избрани в състава на Държавния съвет. Секретарите на ЦК на БКП, които не са членове и кандидат-членове на Политбюро на ЦК на БКП, нямат право да бъдат членове на Държавния съвет на НРБ. Секретар на Държавния съвет от 1976 до 1989 г. е Никола Манолов. От 17 декември 1989 до 3 април 1990 г. председател на Държавния съвет е Петър Младенов, а първи заместник-председател на Държавния съвет е новият секретар (председател) на БЗНС Ангел Димитров, докато заместник-председател на Държавния съвет е дотогавашният главен прокурор на НРБ Васил Мръчков. През април 1990 г., въз основа на споразумението, постигнато от управляващи и опозиция на Кръглата маса, IX народно събрание гласува изменение в Конституцията, с което институцията Държавен съвет е заменена от институцията председател (президент) на Републиката.

### Конституиране
Членовете на Държавния съвет се избират на първата сесия на Народното събрание измежду народните представители; техните пълномощия продължават, докато следващото Народно събрание избере новия Държавен съвет.

### Юридически актове
По въпросите, които са му възложени да решава, Държавният съвет издава укази и приема решения, обръщения и декларации.

### Правомощия
Правомощията на Държавния съвет могат да бъдат класифицирани в 3 основни групи.

#### Постоянни правомощия
По чл. 93 от Конституцията на Народна република България от 1971 г. Държавният съвет като висш орган на държавната власт може да:
- насрочва избори за Народно събрание
- свиква Народното събрание на сесии
- упражнява правото на законодателна инициатива
- обнародва приетите от Народното събрание актове в „Държавен вестник“
- отменя противозаконните и неправилни актове на Министерския съвет
- назначава и освобождава от длъжност висшия команден състав на Въоръжените сили
- назначава и освобождава от длъжност дипломатическите представители на България в други страни
- учредява ордени и медали и награждава с тях
- създава и закрива административно-териториални единици

#### Правомощия между сесиите на НС
По чл. 94 от Конституцията на Народна република България от 1971 г. Държавният съвет, само когато Народното събрание не заседава (съгласно тогавашната конституция НС не е постоянно действащ орган), може:
- да издава укази по въпроси от принципен характер, които засягат изпълнителната и разпоредителната власт в държавата
- с указ да изменя или допълва отделни разпоредби на законите
- да назначава и освобождава от длъжност членове на Министерския съвет

Всички тези укази и решения на Държавния съвет се внасят за утвърждаване от Народното събрание на следващата му сесия.

#### Правомощия при военно положение
Съгл. чл. 95 от Конституцията на Народна република България от 1971 г., при обявено военно положение Държавният съвет изпълнява по-голямата част от функциите на Народното събрание, вкл. и законодателни.
Приетите през този период укази и решения се внасят за утвърждаване от Народното събрание на следващата му сесия.
Въпреки тези официални правомощия в свое изказване при гласуването на оставката му от Народното събрание Георги Джагаров (член на Държавния съвет от създаването му) казва следното:
„След първите 2 – 3 години от създаването си Държавният съвет се съсредоточи преди всичко върху наградите, помилванията, кръглите годишнини... От време на време биваше информиран за някои посещения на държавния глава в други страни и за някои международни форуми и техните решения. От година на година заседанията се разреждаха, превръщаха се в ритуални срещи с държавния глава, на които не се вземаха никакви съществени решения. Като налагаше този стил на работа, Тодор Живков винаги обръщаше внимание, че истинската власт не е в Държавния съвет, а в Централния комитет на БКП. През 80-те години работата на Държавния съвет беше напълно формална, с по едно заседание през 1985 и 1986 и нито едно заседание през 1987 и 1988 г. [...] Обединяването на двете длъжности – председател на Държавния съвет и генерален секретар на БКП в лицето на Тодор Живков доведе не само до пълно смесване на партийните и държавни работи, но и до поставяне на партията над държавата.“

## Държавни съвети

### След I Държавен съвет, 9 юли 1971 г.
- Председател на ДС на НРБ: Тодор Живков.
- Първи зам.-председатели на ДС на НРБ (2): до 27 юли 1972 – Кръстю Тричков; до 1 ноември 1974 – Георги Трайков; от 1 ноември 1974 – Петър Танчев.
- Зам.-председатели на ДС на НРБ (3): Пеко Таков, Георги Джагаров; до 30 април 1973 – Георги Андреев; от 1 ноември 1974 – Иван Попов, Митко Григоров.
- Членове на ДС на НРБ (17): Ангел Балевски, Ангел Шишков, Борис Велчев, Боян Българанов, Гриша Филипов, Елена Лагадинова, Иванка Дичева, Иван Михайлов, Найде Ферхадова, Пандо Ванчев, Ради Кузманов, Стоян Тончев, Тодор Стойчев; до 1 ноември 1974 – Владимир Виденов, Митко Григоров; до 4 юли 1974 – Костадин Гяуров; до 27 април 1972 – Николай Иванов; от 4 юли 1979 – Ярослав Радев; от 1 ноември 1974 – Георги Трайков, Мишо Мишев, Евгени Матеев; от 2 юли 1975 – Пенчо Кубадински.
- Секретари на ДС на НРБ (1): Минчо Минчев.

### След II Държавен съвет, 16 юни 1976 г.
- Председател на ДС на НРБ: Тодор Живков.
- Първи зам.-председатели на ДС на НРБ (1): Петър Танчев.
- Зам.-председатели на ДС на НРБ (3): Пеко Таков, Георги Джагаров, Митко Григоров.
- Членове на ДС на НРБ (21): Александър Лилов, Борис Велчев, Гриша Филипов, Пенчо Кубадински, Иван Михайлов, Цола Драгойчева, Тодор Стойчев, Мишо Мишев, Ангел Балевски, Ангел Шишков, Елена Лагадинова, Емил Христов, Евгени Матеев, Живко Живков, Ярослав Радев, Стоян Тончев, Лалю Ганчев, Иванка Дикова, Найде Ферхадова, Ради Кузманов; до 21 декември 1977 – Дража Вълчева; от 19 декември 1979 – Пантелей Зарев; от 4 януари 1981 – Милко Балев, Начо Папазов, Огнян Дойнов.
- Секретари на ДС на НРБ (1): Никола Манолов.

### След III Държавен съвет, 17 юни 1981 г.
- Председател на ДС на НРБ: Тодор Живков.
- Първи зам.-председатели на ДС на НРБ (1): Петър Танчев.
- Зам.-председатели на ДС на НРБ (5): Пеко Таков, Георги Джагаров, Митко Григоров, Ярослав Радев; до 4 януари 1984 – Георги Атанасов.
- Членове на ДС на НРБ (21): Александър Лилов, Ангел Балевски, Ангел Димитров, Ангел Шишков, Владимир Бонев, Елена Лагадинова, Емил Христов, Живко Живков, Иванка Дикова, Милко Балев, Кръстю Тричков, Найде Ферхадова, Начо Папазов, Огнян Дойнов, Николай Жишев, Пантелей Зарев, Пенчо Кубадински, Петър Дюлгеров, Ради Кузманов, Станка Шопова, Цола Драгойчева.
- Секретари на ДС на НРБ (1): Никола Манолов.

### След IV Държавен съвет, 19 юни 1986 г.
- Председател на ДС на НРБ: Тодор Живков; от 17 ноември 1989 – Петър Младенов.
- Първи зам.-председатели на ДС на НРБ (1): до 14 декември 1989 – Петър Танчев; от 14 декември 1989 – Ангел Димитров.
- Зам.-председатели на ДС на НРБ (3): Митко Григоров; до 20 ноември 1989 – Ярослав Радев; до 18 декември 1989 – Георги Джагаров; до 18 декември 1989 – Васил Мръчков.
- Членове на ДС на НРБ (22): Ангел Балевски, Андрей Бунджулов, Ася Емилова, Борил Косев, Владимир Бонев, Гиньо Ганев, Гриша Филипов, Димитър Й. Димитров, Елена Лагадинова, Емилия М. Костова, Живко Живков, Иван Панев, Йордан Йотов, Костадин Джатев, Милко Балев, Николай Жишев, Пантелей Зарев, Пенчо Кубадински, Петър Дюлгеров, Чудомир Александров, Янко Марков [2]; до 18 декември 1989 – Ангел Димитров.
- Секретари на ДС на НРБ (1): Никола Манолов.[3]